# 斤神ヤジリン
斤神 ヤジリン（ぱんのかみ ヤジリン、1978年12月20日 - ）は、日本のお笑い芸人。ピン芸人。お笑い作家。映像クリエイター。アニメクリエイター。地下芸人作家。通称「CC（Crazy Creator）」。
兵庫県出身。自らが代表を務めるニューウォッチプロダクション所属、代表。かつてはげんしじん事務所に所属していた。

## 略歴
デビュー当初は「マスクマン」というコンビ名で相方を変えつつ活動。その後、ピン芸人「マスクマン」としてげんしじん事務所に所属。
2005年8月ADマーフィーと「シュナイダー弟」を結成、解散後、再度ピン芸人「マスクマン」に。その後、げんしじん事務所も退所。
2009年1月マスクマン初単独公演「うさぎさんのおはなし」を新宿Fu-にて開催。
自らが企画主催するコントライブ「7SENSE」公演を不定期に開催。第1回公演ポーライン（2006年1月）、第2回公演障が5番バッター宣言（2007年5月）、第3回公演キョウシイズム（2007年12月）、第4回公演MUSIC（2010年4月）。過去に亀子のぶお（第2回公演）、松尾アトム前派出所（第4回公演）、加藤ミリガン（第4回公演）なども参加。
2013年2月、ライブの企画で姓名判断を学んだかんちゃまによって「ヤジリン」に改名。
2020年1月、「ニューウォッチプロダクション」を立ち上げ、セクシー川田、原田豪紀（元・外苑警備隊→ラジークイーン）、キンバリーなどが所属する芸能プロダクションの代表を務める。YouTubeチャンネル「ニューウォッチプロダクション公式チャンネル」も開設。5月、YouTube生配信番組「ニューウォッチオーケストラ」内の苗字を決める企画にて、めりぴょんの発案した「斤神ヤジリン」に改名。

## 芸風
- ピン芸では主にオールバックに黒サングラスでおでこに「桑」と書いて「桑マンです」というネタが多い[4]。
- 徐々にフレーズの強度を上げていき最後に「落札！」と木製ハンマーを振り下ろすオークションのネタがある。
- ネタ作家としての顔を持ち多数のTVに出ている芸人のネタも作っているが作ってもらってる芸人は内緒にしたい為、公にされることはあまりない。
- 先輩、売れっ子関係なく、歯に衣着せぬコメントで周囲から警戒されている。
- 周囲の芸人を「東京泥芸人」と称し、「泥芸人DREAM MATCH」「絶対に笑ってはいけないTDG(東京泥芸人)」などのライブを企画主催。
- チャンス大城とNGなしお笑いドキュメンタリーライブ「怪奇ライブ」を立ち上げ都内で毎月開催中。
- 地下芸人作家、地下芸人評論家として雑誌やメディアに登場[5][6]。
- ジャンボ鶴田のものまね芸人「年末ジャンボ鶴田」として活動していた時期がある。
- 東海オンエアの動画で話題になったキンタマ千本くじの発案者でJKA(全日本キンタマ千本くじ協会)の最高顧問[7]。

## エピソード
- 愛は勝つで有名なKANの大ファンを公言しており時折ネタにもしている[8]。
- ライブで使用する映像やYouTubeチャンネル内の映像は本人が編集しており、過去に「くじら」、「横須賀歌麻呂」、「松尾アトム前派出所」、「ビジーストリート」など芸人仲間の単独ライブの映像制作を請け負うことも多い。
- Youtubeチャンネルにて自作の「放送禁止アニメ」を制作発表している[9]。
- 自らイラストを手掛けたLINEスタンプも発売している[10][11]。
- 友人のコーヒー豆焙煎所「イリマメニハナ」(大阪市)の看板デザインを手掛けている[12]。
- 関西出身だが関西弁が嫌いらしい。
- 2018年頃からジムに通いだした。

## 出演

### バラエティ
- テレ遊びパフォー!（NHK総合テレビ） - 『マスクマン』として出演。
- クイズ☆タレント名鑑（TBSテレビ） - 『年末ジャンボ鶴田』として出演。
- ５時に夢中！（TOKYO MXTV） - 地下芸人作家として出演。

### 映画
- YARIMAN HUNTER（2020年公開予定）[13][14][15]

### DVD
- 笑いの聖戦 テレビじゃみれない自爆覚悟のタブーなお笑い53連発　(スコラムック) （2010年）－ オークションネタ収録。

### ネット番組
- お笑いXXナイト(あっと驚く放送局)
- 7SENSEの東京芸人案内所(nakano@dress)[16]
- 池袋怪奇TV Shocking Cut(池袋FM)(2019年1月～)[17]